# 原島文雄
原島 文雄（はらしま ふみお、1940年2月3日 - ）は、電気工学、制御工学、ロボット工学を専門とする日本の教育研究者。東京大学工学博士。東京大学生産技術研究所で所長を務め、東京都立科学技術大学、東京電機大学、首都大学東京では学長を務めた。学会活動では多くの国際会議を主導し、IEEE総務副会長、電気学会会長なども歴任。複数の「Harashima Award」に名を残す。
東京大学、東京都立科学技術大学、東京電機大学の名誉教授、2015年瑞宝重光章受勲。

## 来歴・人物
原島は1967年頃からパワーエレクトロニクスや制御工学、メカトロニクスに関する研究を実施、学生の興味から1980年頃よりロボット工学にも発展する。1990年頃からはインテリジェントメカトロニクスの研究も実施している。生産技術研究所だったこともあり、多くの企業と共同研究を実施した。また、1999年からの未来開拓事業「電磁波雑音の低減」を主導し、2000年からの科学技術振興事業団のさきがけプロジェクト「相互作用と賢さ」でも統括プロデューサーを務めた。
なお、1969年から1998年にかけ、東京大学大学院工学系研究科電気工学専門課程において制御システム論、電力変換工学、電気機械特論、ロボット工学の授業を担当。この間、国内外で非常勤講師や講義を担当した。
東京大学生産技術研究所では所長も務めた。所長時代は六本木から駒場への研究所移転に関する業務が中心となった。1995年3月で所長を退任。
この頃香川大学が工科系学部の設立準備をしており、1995年10月に原島は「工学部創設のキーパーソン」として、同大学併任教授に就任。1997年度の「創設準備等経費」「開学等経費」算出に貢献し、1997年10月の工学部発足時の所属は機械知能システム工学科自律制御工学講座教授。1997年末で退任。
1998年4月、原島は東京都立科学技術大学学長に就任。退任後は東京電機大学教授に就任して研究を続けるが、ここでも学長を担当する。この間、電気学会で会長を務めている。その後、首都大学学長でも学長を務めた。
2015年で全ての役職を退任。技術史にも興味があった原島は、同年4月より奈良大学で考古学を学んでいる。

## 履歴

### 略歴
- 武蔵中学校・高等学校卒業[要出典]
- 1962年3月 - 東京大学工学部電気工学科 卒業
- 1964年3月 - 東京大学大学院工学系研究科電気工学専攻修士課程 修了
- 1967年3月 - 東京大学大学院工学系研究科電気工学専攻博士課程修了、工学博士[6]
- 1967年4月 - 東京大学生産技術研究所 助教授
- 1980年8月 - 東京大学生産技術研究所 教授（ - 1998年3月）
- 1992年4月 - 東京大学生産技術研究所 所長（ - 1995年3月）
- 1998年4月 - 東京都立科学技術大学 学長（ - 2002年3月）
- 2002年4月 - 東京電機大学 教授
- 2004年6月 - 東京電機大学 学長（ - 2008年6月）
- 2009年4月 - 首都大学東京 学長（ - 2015年3月）[2]
- 2015年4月 - 奈良大学入学（考古学を専攻）[4]

（併任）
- 1995年1月 - フランス科学技術庁(CNRS)主任研究員（ - 1998年3月）
- 1995年4月 - 文部省宇宙科学研究所 客員教授（ - 1999年4月）
- 1995年4月 - 早稲田大学 客員教授（ - 1998年3月）
- 1995年10月 - 香川大学 教授（ - 1997年末）[16][注釈 7]
- 1997年 - 光州科学技術院 客員教授
- 2001年 - サバンチ大学（英語版） 客員教授
- 2002年 - 韓国科学技術院（KAIST）外国人教授（ - 2004年）

（名誉教授）
- 2000年4月 - 東京大学 名誉教授
- 2003年 - 東京都立科学技術大学 名誉教授
- 2009年7月 - 東京電機大学 名誉教授[18]

### 受賞・栄典
- IEEE - 1984年 Anthony J. Hornfeck Award、1988年 Eugene Mittelmann Outstanding Achievement Award、2000年 Third Millennium Medal、
- 電気学会 - 1983年 論文賞[注釈 8]、1993年 産業応用特別賞、2003年 功績賞[注釈 9]、2010年 特別活動賞[注釈 10]
- 計測自動制御学会 - 1978年 論文賞[注釈 11]
- 日本ロボット学会 - 2009年 功労賞[注釈 12]

および
- 2009年 - The ACA Wook Hyun Kwon Education Award 2009
- 2005年 - 教育功労章オフィシエ（フランス）
- 2015年 - 瑞宝重光章[10]
- 2020年 - 文化功労者[19]

### 社会的活動
- 1969年 - 通産省大型プロジェクト「電気自動車」幹事会委員（ - 1973年）、大平正芳首相私的諮問委員会「科学技術の史的展開」委員
- 1981年 - 文部省学術審議会専門委員（科学技術研究費審査委員）（ - 1982年）
- 1993年 - 文部省宇宙科学研究所運営協議会委員（ - 2001年）
- 1995年 - シンガポール国立大学顧問委員会 委員（ - 1996年）、香港大学顧問委員会 委員（ - 1996年）
- 1996年 - 文部省宇宙開発委員会技術評価部会 副部会長（ - 2000年）、建設省ITS（高度道路交通システム）推進委員会 委員長、香川県科学技術振興協議会 会長、スペイン科学技術庁顧問委員会 委員（ - 1999年）
- 1997年 - 通産省IMS（知的生産システム）推進委員会委員、通産省IMS最高顧問会議メンバー
- 1999年 - 日本学術振興会未来開拓プロジェクト推進委員会委員
- 2000年 - 科学技術振興事業団さきがけプロジェクト研究総括
- 2001年 - 文部省宇宙科学研究所評議会副会長
- 2005年 - 日本学術会議会員（ - 2008年）
- 2008年8月 - 豊洲新市場予定地の土壌汚染対策工事に関する技術会議座長（2008年8月 - ）
- 文部省宇宙科学研究所運営協議委員
ほか、学会関係の活動は#学会活動を参照。

## 学会活動

### 所属学会
- IEEE - 1985年 産業エレクトロニクス部門副会長、1986-1987年 同会長、1998年 フェロー、1990年 取締役会会員・執行委員・総務副会長、1998年 フェロー、2009年 ライフフェロー
- 電気学会 - 1984年 編集理事、1992年 理事・産業応用部門長、1994年 東京支部長、2000年 会長代理、2001-2002年 会長、2007年 電気技術史技術委員会委員長、2010年 名誉員
- 計測自動制御学会 - 1985年 理事、1990年 フェロー
- 日本ロボット学会 - 1989-1990年 理事、2005年 フェロー
- 日本ディスタンスラーニング学会 - 1998年 副会長
- 高速信号処理応用技術学会 - 1998年 会長
- 電子情報通信学会 - ITS研究専門委員会顧問
- 日本工学会 - 2009年フェロー

### エディター
- 1995年 - Editor-in-Chief, IEEE/ASME Transactions on Mechatronics（ - 1996年）
- 2001年 - Editor-in-Chief, IEEE Transactions on Industrial Electronics

### 国際会議
以下の国際会議を組織した。
- 1983年 - Program Chair, International Power Electronics Conference(IPEC)
- 1984年 - General chair, IEEE/IECON[20]
- 1988年 - Organizing Chair, IEEE/IROS
- 1989年 - Honorary Organizing Chair, IEEE/IROS
- 1990年 - Organizing Chair, IPEC
- 1994年 - Honorary Organizing Chair, IEEE/International Joint Conference on Neural Networks (IJCNN)
- 1995年 - Honorary Organizing Chair, IPEC
- 1995年 - Organizing Chair, IEEE/International Conference on Robotics and Automation(ICRA)
- 1997年 - Organizing Chair, IEEE/ASME International Conference on Advanced Intelligent Mechatronics
- 1999年 - Organizing Chair, IEEE International Conference on Intelligent Transportation Systems
- 1999年 - Organizing Chair, IEEE International Conference on Systems, Man and Cybernetics[21]
- 2000年 - Organizing Chair, IEEE/IECON[22]

## 原島賞
工学分野における原島の業績を記念して、以下の諸賞が設けられた。
- 2003年 - Fumio Harashima Mechatronics Award, Institute of Control and Automation Engineers（大韓民国）[23]
- 2005年 - Fumio Harashima Best Paper Award, IEEE International Confrence on Emerging Technology and Factory Automation
- 2006年 - IROS Fumio Harashima Award, IEEE/RSJ International Conference on Intelligent Robot and Systems (IROS)[24]

## 著作

### 学位論文
- 『2相サーボモータ並びに駆動回路の動作特性に関する研究』東京大学〈博士論文（甲第1414号）〉、1967年3月29日。

### 著書
- 『電気制御の基礎 』（塚本修巳と共著）日刊工業新聞社、1972年7月
- 『図解モータ制御のしくみと考え方』（鈴木幹二、中野孝良と共著） オーム社、1981年10月。ISBN 4274028593
- 『マイクロ知能化運動システム 』（江刺正喜、藤田博之と共著）日刊工業新聞社、1991年8月。ISBN 4526029742
- 『モーションコントロール』（土手康彦と共著）コロナ社、1993年3月。ISBN 4339030848
- 『基幹産業ルネサンス』（武田康嗣、冨浦梓と共著）オーム社、1996年6月。ISBN 4274023230

（監修）
- 『インテリジェントネットワークシステム入門』（山口亨、久保田直行、高間康史 共編著）コロナ社、2008年6月。ISBN 9784339024296

（編集）
- Ljubo Vlacic, Michel Parent, Fumio Harashima, ed (2001-05). Intelligent Vehicle Technologies. Automotive Engineering. Butterworth-Heinemann. ISBN 0750650931
- Fumio Harashima, ed (1990-10). Integrated Micro-Motion Systems: Micromachining, Control, and Applications : A Collection of Contributions Based on Lectures Presented at the Third. Elsevier Science Ltd. ISBN 0444884173

（非売品）
- 原島文雄、計測自動制御学会技術史委員会、オーラルヒストリー研究推進委員会 編『先達は語る』オーラルヒストリー研究推進委員会、2009年1月。 NCID BB05772985。[25]

### 記事・解説
- 「パワーエレクトロニクスと省エネルギ : 機械工場に関するもの」『日本機械学会誌』第82巻第725号、1979年7月、365-370頁。
- 原島文雄、近藤正示「電動機駆動系のディジタル制御 ―サンプリング周期と量子化―」『計測と制御』第22巻第7号、1983年、634-639頁。
- 原島文雄、鷲野翔一「エンジン制御を中心とした自動車における制御技術」『計測と制御』第25巻第11号、1986年、1023-1031頁。
- 「21世紀の科学技術と学会の役割」『電気学会誌』第121巻第8号、2001年、526-530頁。
- Fumio HARASHIMA; Satoshi SUZUKI (2008). “Future of Mechatronics and Human - Machine Operation Skill and Visual Perception -”. SICE Journal of Control, Measurement, and System Integration 1 (1):  18-25.
- 「研究者の喜びと落ち込み」、『私と科研費』No.43、2012年8月、日本学術振興会、2017年5月27日閲覧。[注釈 13]

### インタビュー記事
- 「人とつき合うインテリジェントなメカトロニクスシステム」『日本ロボット学会誌』第25巻第1号、2007年、20-24頁。
- Marco Liserre (JUNE 2010). “An Interview with Prof. Fumio Harashima”. IEEE INDUSTRIAL ELECTRONICS MAGAZINE:  6-8.